# Deep Forest (album)
Deep Forest is het debuutalbum van de Franse muziekgroep Deep Forest. Het album werd in 1992 uitgebracht en telt 10 nummers.
Het album mixt new age-muziek met UNESCO-geluidsopnames uit onder andere Congo-Kinshasa, de Salomonseilanden, Burundi, het Tibestigebergte en de Sahel. Het album werd in 1994 genomineerd voor een Grammy Award voor Best World Music Album. Muzikanten Sanchez en Mouquet vonden het belangrijk om de wereld kennis te laten maken met diverse etnische culturen. Mouquet zei in een interview: "Je hoort niet vaak een pygmee zingen op de radio."
Deep Forest experimenteerde op dit album met de Roland RSS-10, een apparaat dat richtinghoren ondersteunt. Hiermee kan een pseudo-ruimtelijke weergave van het geluid worden gecreëerd.
Er zijn van dit album vier singles uitgebracht, "Deep Forest", "Sweet Lullaby", "Forest Hymn", en "Savana Dance", waarvan de eerste twee wereldwijde hits werden. Van het album Deep Forest zijn ruim 3 miljoen exemplaren verkocht.

## Nummers
Het album bevat de volgende nummers:

| Nr. | Titel                       | Duur |
| --- | --------------------------- | ---- |
| 1.  | Deep Forest                 | 5:33 |
| 2.  | Sweet Lullaby               | 3:54 |
| 3.  | Hunting                     | 3:27 |
| 4.  | Night Bird                  | 4:18 |
| 5.  | The First Twilight          | 3:18 |
| 6.  | Savana Dance                | 4:26 |
| 7.  | Desert Walk                 | 5:14 |
| 8.  | White Whisper               | 5:46 |
| 9.  | The Second Twilight         | 3:00 |
| 10. | Sweet Lullaby (Ambient Mix) | 3:47 |

## Medewerkers
- Eric Mouquet – producent
- Michel Sanchez - producent
- Dan Lacksman - producent
- Cooky Cue - keyboards en componist op nummers 5, 6, 9